# Liste der Herrscher des Fürstentums Braunschweig-Wolfenbüttel

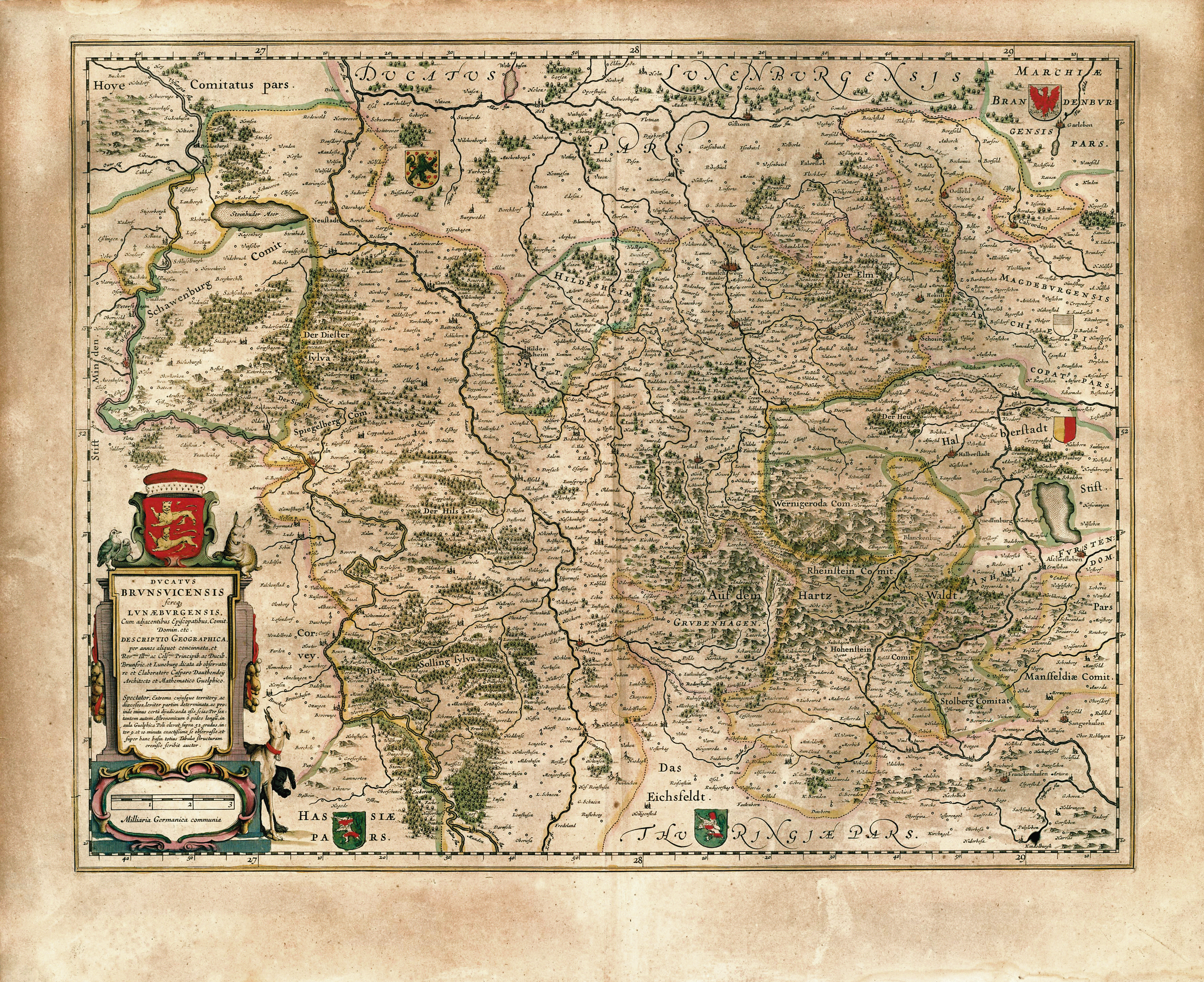
Ducatus Brunsvicensis, 1645

Das Fürstentum Braunschweig-Wolfenbüttel war ein Teilfürstentum des Herzogtums Braunschweig-Lüneburg, dessen Geschichte sich durch zahlreiche Teilungen und erneute Zusammenführungen auszeichnete. Verschiedene Teildynastien der Welfen regierten Braunschweig-Wolfenbüttel bis zur Auflösung des Heiligen Römischen Reichs Deutscher Nation im Jahre 1806. Durch den Wiener Kongress entstand im Jahre 1814 der Nachfolgestaat Herzogtum Braunschweig. Die folgende Liste enthält alle regierenden Fürsten von Braunschweig-Wolfenbüttel. Nicht nur die regierenden Fürsten, sondern auch alle Prinzen führten den Titel eines Herzogs zu Braunschweig und Lüneburg.

## Fürsten von Braunschweig-Wolfenbüttel
| Bildnis | Name                                                               | Herrschaftszeit         | Anmerkungen |
| --- | ------------------------------------------------------------------ | ----------------------- | --- |
| | Albrecht I. (1236–1279)                                            | 1267–1279               | Begründete das Alte Haus Braunschweig |
| | Heinrich I. der Wunderliche, Albrecht II. der Fette und Wilhelm I. | 1279–1291               | Gemeinsame Herrschaft der drei Söhne von Albrecht I. |
| 1291 erfolgt als Lösung des Erbstreites zwischen den Brüdern eine weitere Erbteilung: Heinrich erhält das Fürstentum Grubenhagen; Albrecht übernimmt das Fürstentum Göttingen und Wilhelm erhält die Gebiete um Braunschweig-Wolfenbüttel. Als Wilhelm bereits 1292 stirbt, entbrennt ein Streit um sein Erbe, aus dem sich letzten Endes Heinrich nach Grubenhagen zurückzog, so dass die Herrschaft in Braunschweig-Wolfenbüttel Albrecht zufiel. |                                                                    |                         | |
| Bildnis | Name                                                               | Herrschaftszeit         | Anmerkungen |
| | Wilhelm I.                                                         | 1291–1292               | |
| | Albrecht II. der Fette (1268–1318)                                 | 1292–1318               | |
| | Otto der Milde, Ernst und Magnus                                   | 1318–1344               | Nach dem Tod Albrechts teilen sich seine Söhne die Regierung. Nachdem Otto 1344 kinderlos starb, teilten sich die beiden Brüder Ernst und Magnus in das Erbe: Ernst bekommt das Land Oberwald mit Göttingen während Magnus der Fromme die Herrschaft in Braunschweig-Wolfenbüttel übernimmt. |
| | Magnus I. der Fromme (1304–1369)                                   | 1344–1369               | |
| | Magnus II. (Torquatus)                                             | 1369–1373               | Unter ihm begann der Lüneburger Erbfolgekrieg von 1370 bis 1388; er wurde fortgesetzt durch seine Söhne Friedrich und Bernhard. |
| | Friedrich                                                          | 1373–1400               | Nach dem Mord an Friedrich bei Fritzlar im Jahr 1400 kommt es zur gemeinsamen Regierung von Bernhard und Heinrich |
| | Heinrich I. der Milde († 1416)                                     | 1400–1409               | Er begründete das Mittlere Haus Braunschweig, das sich zunächst seine Neffen Wilhelm I. und Heinrich teilten. |
| | Bernhard                                                           | 1400–1428               | Er erbt Lüneburg und begründet das Haus Hannover. |
| | Wilhelm I. († 1482)                                                | 1428–1432 und 1473–1482 | |
| | Heinrich II. († 1473)                                              | 1428–1473               | |
| | Wilhelm II. († 1503)                                               | 1482–1491               | |
| | Heinrich I. der Ältere (1463–1514), der Friedfertige               | 1491–1514               | Bestattet in Wolfenbüttel |
| | Heinrich II. der Jüngere (1489–1568)                               | 1514–1568               | Unter ihm kommt es zum Umbau der mittelalterlichen Burg in ein Schloss; er ist leidenschaftlicher Gegner der Lutheraner, und Seele des gegen den Schmalkaldischen Bund gerichteten Katholischen Bündnisses; die Enterbung seines dritten Sohnes konnte nicht durchgesetzt werden. |
| | Julius (1528–1589)                                                 | 1568–1589               | Ein großer Bauherr der Stadt, der aus der Festung die erste planmäßig angelegte Renaissancestadt-Anlage schafft; er gründet 1572 die Bibliothek, deren heutiger Name auf ihren bedeutendsten Sammler, Herzog August den Jüngeren, zurückgeht; auch gründet er 1576 die Universität in Helmstedt und errichtet das Schloss Hessen; die Bastionen aus den Anfängen des 16. Jh. lässt er zur Festung verstärken; erwarb Calenberg-Göttingen und Diepholz; Julius war ein Protestant. |
| | Heinrich Julius (1564–1613)                                        | 1589–1613               | Es war die Zeit kultureller Blüte Wolfenbüttels; Heinrich Julius war Bischof von Halberstadt, Rektor der Universität Helmstedt, Präsident des Hofgerichts, Alchimist, Jäger und Schriftsteller |
| | Friedrich Ulrich (1591–1634)                                       | 1613–1634               | |
| Die Wolfenbüttler Linie des mittleren Hauses Braunschweig stirbt 1634 aus. Übergang auf den älteren Zweig des Hauses Lüneburg (Neues Haus Braunschweig) |                                                                    |                         | |
| | August der Jüngere (1579–1666)                                     | 1635–1666               | Er bezieht 1643 die Residenz Wolfenbüttel, ist Gründer eines Barocktheaters und der Bibliotheca Augusta. |
| | Rudolf August (1627–1704)                                          | 1666–1704               | Er schlug nach Berichten von 1677 einen Weg durch das Lechlumer Holz, den „Alten Weg“, die spätere “Barockstraße” zwischen dem Lustschloss Antoinettenruh, über das Barockschlösschen [späteres Sternhaus] bis zum Großen Weghaus Stöckheim; 1671 eroberte er die Stadt und Festung Braunschweig. |
| | Anton Ulrich (1633–1714)                                           | 1685–1714               | Anton Ulrich war Politiker, Kunstfreund und Dichter; Begründer des nach ihm benannten Museums in Braunschweig; er ließ Schloss Salzdahlum errichten. |
| | August Wilhelm (1662–1731)                                         | 1714–1731               | |
| | Ludwig Rudolph (1671–1735)                                         | 1731–1735               | |
| Die Linie Wolfenbüttel stirbt aus; Übergang auf Nebenlinie Braunschweig-Bevern |                                                                    |                         | |
| | Ferdinand Albrecht II. (1680–1735)                                 | 1735                    | |
| | Karl I. (1713–1780)                                                | 1735–1780               | Gründung des Collegium Carolinum in Braunschweig, der Porzellanmanufaktur Fürstenberg, der Brandkasse; 1753 wird die Residenz nach Braunschweig verlegt. |
| | Karl Wilhelm Ferdinand (1735–1806)                                 | 1780–1806               | Er war Anführer des preußischen Heeres; stirbt nach der Schlacht bei Jena; da sein Sohn, der Erbprinz früh gestorben ist, zwei andere Söhne jedoch nicht regierungsfähig waren, traf es seinen jüngsten Sohn. |
| | Friedrich Wilhelm (1771–1815)                                      | 1806–1807               | Herzog von Oels/Schlesien, der „Schwarze Herzog“; rekrutierte bei Ausbruch des österreichisch-französischen Krieges 1809 in Böhmen ein Freikorps, die „Schwarze Schar“ und bahnte sich einen Weg über Braunschweig zur Nordsee und dann weiter nach Großbritannien. |
| |                                                                    | 1807–1813               | von den Franzosen besetzt (Königreich Westphalen) |
| 1814 Neugründung als: Herzogtum Braunschweig |                                                                    |                         | |